# 多穗石松
多穗石松或稱杉叶蔓石松，为石松科石松属下的一个种。

## 扩展阅读
維基物種上的相關：多穗石松